# Paul Jünemann
 Paul Jünemann (* 17. März 1891 in Zerbst; † 15. März 1969 ebenda) war ein deutscher Maler, Illustrator und Autor.

## Leben
Paul Jünemann war der Sohn des Gärtners Carl Jünemann (1865–1925), der im Jahr 1907 den Gedichtband Zerbster Humor verfasste und herausgab.
Nach dem Besuch der Kunstgewerbeschule Dessau und Kunstgewerbeschule Magdeburg studierte Paul Jünemann von 1912 bis 1917 an der Großherzoglich-Sächsische Kunstschule Weimar. Seine Lehrer waren Fritz Mackensen, Albert Egger-Lienz, Gari Melchers und Robert Weise. Durch Beschluss des Lehrerkollegiums wurde er zum Meisterschüler der Hochschule ernannt. Nach Studienabschluss war er kurzzeitig in München als Illustrator für die Zeitschrift Jugend tätig. Bereits im April 1919 folgt ein Kurs – Sommersemester: Naturschule – am gerade gegründeten Bauhaus in Weimar.
Er kehrte noch 1919 als freischaffender Kunstmaler in seine Geburtsstadt Zerbst zurück. Seine Bilder waren auf den jährlichen Ausstellungen des „Anhaltischen Kunstvereins“ in Dessau sowie 1921 und 1925 auf der „Großen Berliner Kunstausstellung“ vertreten.
In der Zeit des Nationalsozialismus war Jünemann obligatorisch Mitglied der Reichskammer der bildenden Künste. 
Bei der Zerstörung der Innenstadt von Zerbst am 16. April 1945 wurden auch sein Atelier und ein großer Teil seines Schaffens vernichtet. Neben seiner freiberuflichen Arbeit war er nach dem Krieg zeitweise als Lehrer und Graphiker angestellt.
Testamentarisch verfügt, befindet sich sein Nachlass in den Beständen der Anhaltischen Gemäldegalerie in Dessau-Roßlau. Neben vielen Bildern in privatem Besitz werden im Museum seiner Heimatstadt Zerbst mehrere seiner Arbeiten ständig ausgestellt.

## Werk
Neben den Porträts von Kurt Demmel, Kurt Liebmann, einigen Selbstporträts bis zum Der Schäfer, seinem letzten Werk von 1968/69,   über Versuche zu Eike von Repgow bis zu Picasso, sind seine Stillleben und die zahlreichen Landschaftsbilder sowie die Bilder seiner Heimatstadt von Bedeutung. Er war immer ein Sucher nach Form und Darstellung, das bezeugen auch seine Übungen zur abstrakten Malerei.

## Ausstellungen (unvollständig)

### Einzelausstellungen
- 1960er Jahre: Dessau, Staatlichen Galerie Dessau im Schloss Georgium.
- 2001: Zerbst, Museum der Stadt Zerbst (zum 110-jährigen Geburtstag)

### Sicher belegte Teilnahme an Ausstellungen in der Zeit des Nationalsozialismus
- 1938: Magdeburg, Kunstverein („Ausstellung von Gemälden und Bildwerken von Künstlern aus dem Gau Magdeburg-Anhalt“)
- 1943: Dessau, Anhaltische Gemäldegalerie, und Magdeburg, Kaiser-Friedrich-Museum ("Kunstausstellung des Gaues Magdeburg-Anhalt")